# Johan Brändström
Johan Brändström, född 1975 i Piteå, Norrbotten, är en svensk musiker. Han spelar gitarr i punkrockbandet Randy och har medverkat på bandets samtliga skivor.
Utöver detta har han gästspelat på ett par skivor. 2002 medverkade han på Moneybrothers EP Thunder in My Heart. 2003 spelade han akustisk gitarr på låten "Julia" på Marit Bergmans skiva 3.00 A.M. Serenades.

### Fotnoter
1. ↑  ”Johan Brändström”. Svensk Filmdatabas. http://www.sfi.se/sv/svensk-filmdatabas/Item/?type=PERSON&itemid=328238&ref=%2ftemplates%2fSwedishFilmSearchResult.aspx%3fid%3d1225%26epslanguage%3dsv%26searchword%3djohan+br%C3%A4ndstr%C3%B6m%26type%3dPerson%26match%3dBegin%26page%3d1%26prom%3dFalse. Läst 20 januari 2012.
2. 1 2  ”Johan Brändström”. http://www.discogs.com/artist/Johan+Br%C3%A4ndstr%C3%B6m#t=Credits_All&q=&p=1. Läst 20 januari 2012.